# 니콜라 코마제츠
니콜라 코마제츠(세르보크로아트어: Nikola Komazec, 1987년 11월 15일 ~ )는 세르비아의 축구 선수로 포지션은 스트라이커이다. 2014년 대한민국 K리그 클래식의 부산 아이파크에 등록된 적이 있었으며, 등록명은 코마젝이었다. 2022년 현재 보스니아 헤르체고비나 프리미어리그의 FK 슬로보다 투즐라에서 활약하고 있다.

## 선수 경력
2014년 7월 니콜라 코마제츠는 세르비아 몬테네그로 수페르리가의 FK 하이두크 쿨라에 입단하여, 축구 선수 생활을 시작하였다. 코마제츠는 하이두크 쿨라에서 118경기에 출장하여 16골을 기록하였다. 2011년 여름 갓 승격한 루마니아 리가 I의 FC 페트롤룰 플로이에슈티로 이적하였다. 2012년 슬로베니아 프르바리가의 명문팀 NK 마리보르로 이적하였다. 2013년 코마제츠는 타이 리그의 수판부리 FC로 이적하며, 처음으로 아시아 땅을 밟았다. 이후 말레이시아의 사업가 빈센트 탄이 인수한 보스니아 헤르체고비나 프리미어리그의 FK 사라예보로 이적하며, 동유럽으로 복귀하였다.
2014년 1월 18일 니콜라 코마제츠는 K리그 클래식의 부산 아이파크로 이적하였으며, 등번호는 9번을 부여받았다. 양동현과의 장신 투톱 조합으로 많은 기대를 받았으나, 리그 단 1경기 출장에 그치고 여름에 양동현과 함께 팀을 떠났다.
2014년 여름 코마제츠는 노르웨이 엘리테세리엔 FK 헤우게순으로 이적하였다. 2015년에는 타이 리그의 파타야 유나이티드 FC로 임대를 떠나며, 2년만에 태국 무대에 복귀하였다. 2016년 2월 조지아 에로브눌리리가 FC 디나모 바투미로 이적하며, 코마제츠의 선수 생활의 여덟번째 나라가 되었다. 2016년 7월 19일 코마제츠는 홍콩 프리미어리그의 사우스 차이나 AA로 이적하였다. 그는 홍콩에서 뛰어난 활약을 보였으나, 소속팀의 재정 악화로 인해 구단이 자진 강등을 선택했고, 2017년 8월 9일 코마제츠는 구단과 계약을 해지하였다.
2017년 8월 19일 니콜라 코마제츠는 이집트 프리미어리그의 스모하 SC로 이적하였고, 이는 코마제츠의 선수 생활 중 열번째 나라였다.

## 선수 기록
| 선수 기록             | 선수 기록             | 선수 기록             | 리그 | 리그 | FA컵 | FA컵 | 대륙대회 | 대륙대회 | 총합 | 총합 |
| 시즌                  | 구단                  | 리그                  | 출장 | 득점 | 출장 | 득점 | 출장     | 득점     | 출장 | 득점 |
| 세르비아              | 세르비아              | 세르비아              | 리그 | 리그 | FA컵 | FA컵 | 대륙대회 | 대륙대회 | 총합 | 총합 |
| --------------------- | --------------------- | --------------------- | ---- | ---- | ---- | ---- | -------- | -------- | ---- | ---- |
| 2004-05               | 하이두크 쿨라         | 수페르리가            | 2    | 0    | 0    | 0    | -        | -        | 2    | 0    |
| 2005-06               | 하이두크 쿨라         | 수페르리가            | 2    | 0    | 0    | 0    | -        | -        | 2    | 0    |
| 2006-07               | 하이두크 쿨라         | 수페르리가            | 16   | 2    | 0    | 0    | -        | -        | 16   | 2    |
| 2007-08               | 하이두크 쿨라         | 수페르리가            | 25   | 4    | 0    | 0    | 3        | 2        | 28   | 6    |
| 2008-09               | 하이두크 쿨라         | 수페르리가            | 20   | 1    | 0    | 0    | -        | -        | 20   | 1    |
| 2009-10               | 하이두크 쿨라         | 수페르리가            | 26   | 3    | 0    | 0    | -        | -        | 26   | 3    |
| 2010-11               | 하이두크 쿨라         | 수페르리가            | 27   | 6    | 0    | 0    | -        | -        | 27   | 6    |
| 루마니아              | 루마니아              | 루마니아              | 리그 | 리그 | FA컵 | FA컵 | 대륙대회 | 대륙대회 | 총합 | 총합 |
| 2011-12               | 페트롤룰              | 리가 I                | 12   | 2    | 3    | 1    | -        | -        | 15   | 3    |
| 슬로베니아            | 슬로베니아            | 슬로베니아            | 리그 | 리그 | FA컵 | FA컵 | 대륙대회 | 대륙대회 | 총합 | 총합 |
| 2012-13               | 마리보르              | 1. SNL                | 13   | 3    | 1    | 0    | 7        | 0        | 21   | 3    |
| 태국                  | 태국                  | 태국                  | 리그 | 리그 | FA컵 | FA컵 | 대륙대회 | 대륙대회 | 총합 | 총합 |
| 2013                  | 수판부리              | TPL                   | 12   | 2    | 3    | 1    | -        | -        | 15   | 3    |
| 보스니아 헤르체고비나 | 보스니아 헤르체고비나 | 보스니아 헤르체고비나 | 리그 | 리그 | FA컵 | FA컵 | 대륙대회 | 대륙대회 | 총합 | 총합 |
| 2013-14               | 사라예보              | 리가 12               | 16   | 10   | 3    | 4    | -        | -        | 19   | 14   |
| 대한민국              | 대한민국              | 대한민국              | 리그 | 리그 | FA컵 | FA컵 | 대륙대회 | 대륙대회 | 총합 | 총합 |
| 2014                  | 부산 아이파크         | 클래식                | 1    | 0    | 0    | 0    | -        | -        | 1    | 0    |
| 노르웨이              | 노르웨이              | 노르웨이              | 리그 | 리그 | FA컵 | FA컵 | 대륙대회 | 대륙대회 | 총합 | 총합 |
| 2014                  | 헤우게순              | 엘리테세리엔          | 3    | 0    | 1    | 0    | 0        | 0        | 4    | 0    |
| 태국                  | 태국                  | 태국                  | 리그 | 리그 | FA컵 | FA컵 | 대륙대회 | 대륙대회 | 총합 | 총합 |
| 2015                  | 파타야 유나이티드     | TL2                   | 14   | 7    | 0    | 0    | -        | -        | 14   | 7    |
| 조지아                | 조지아                | 조지아                | 리그 | 리그 | FA컵 | FA컵 | 대륙대회 | 대륙대회 | 총합 | 총합 |
| 2015-16               | 디나모 바투미         | 에로브눌리            | 13   | 4    | 0    | 0    | -        | -        | 13   | 4    |
| 홍콩                  | 홍콩                  | 홍콩                  | 리그 | 리그 | FA컵 | FA컵 | 대륙대회 | 대륙대회 | 총합 | 총합 |
| 2016-17               | 파타야 유나이티드     | HPL                   | 14   | 7    | 0    | 0    | -        | -        | 14   | 7    |
| 세르비아 통산         | 세르비아 통산         | 세르비아 통산         | 118  | 16   | 0    | 0    | 3        | 2        | 121  | 18   |
| 기타 유럽 통산        | 기타 유럽 통산        | 기타 유럽 통산        | 54   | 19   | 7    | 5    | 7        | 0        | 68   | 24   |
| 아시아 통산           | 아시아 통산           | 아시아 통산           | 30   | 14   | 0    | 0    | 0        | 0        | 30   | 14   |
| 커리어 통산           | 커리어 통산           | 커리어 통산           | 202  | 49   | 7    | 5    | 10       | 2        | 219  | 56   |

## 수상

### 구단
- 슬로베니아 프르바리가 (1) : 2012-13
- 슬로베니아 수페르컵 (1) : 2012